# Episodi di Screen Directors Playhouse
La prima e unica stagione della serie televisiva Screen Directors Playhouse è andata in onda negli Stati Uniti dal 5 ottobre 1955 al 12 settembre 1956 sulla NBC.
| nº | Titolo originale         | Prima TV USA      |
| -- | ------------------------ | ----------------- |
| 1  | Meet the Governor        | 5 ottobre 1955    |
| 2  | Day Is Done              | 12 ottobre 1955   |
| 3  | A Midsummer Daydream     | 19 ottobre 1955   |
| 4  | Arroyo                   | 26 ottobre 1955   |
| 5  | Want Ad Wedding          | 2 novembre 1955   |
| 6  | Life of Vernon Hathaway  | 9 novembre 1955   |
| 7  | The Final Tribute        | 16 novembre 1955  |
| 8  | The Brush Roper          | 23 novembre 1955  |
| 9  | Tom and Jerry            | 30 novembre 1955  |
| 10 | Rookie of the Year       | 7 dicembre 1955   |
| 11 | Lincoln's Doctor's Dog   | 14 dicembre 1955  |
| 12 | The Silent Partner       | 21 dicembre 1955  |
| 13 | The Titanic Incident     | 28 dicembre 1955  |
| 14 | Hot Cargo                | 4 gennaio 1956    |
| 15 | It's Always Sunday       | 11 gennaio 1956   |
| 16 | No. 5 Checked Out        | 18 gennaio 1956   |
| 17 | Prima Donna              | 1º febbraio 1956  |
| 18 | Cry Justice              | 15 febbraio 1956  |
| 19 | Affair in Sumatra        | 22 febbraio 1956  |
| 20 | One Against Many         | 7 marzo 1956      |
| 21 | It's a Most Unusual Day  | 14 marzo 1956     |
| 22 | The Sword of Villon      | 4 aprile 1956     |
| 23 | Markheim                 | 11 aprile 1956    |
| 24 | Claire                   | 25 aprile 1956    |
| 25 | A Ticket for Thaddeus    | 9 maggio 1956     |
| 26 | The Dream                | 16 maggio 1956    |
| 27 | What Day Is It?          | 6 giugno 1956     |
| 28 | Every Man Has Two Wives  | 3 giugno 1956     |
| 29 | Partners                 | 4 luglio 1956     |
| 30 | White Corridors          | 11 luglio 1956    |
| 31 | The Carroll Formula      | 18 luglio 1956    |
| 32 | Apples on the Lilac Tree | 25 luglio 1956    |
| 33 | The Bitter Waters        | 1º agosto 1956    |
| 34 | The Day I Met Caruso     | 5 settembre 1956  |
| 35 | High Air                 | 12 settembre 1956 |

## Meet the Governor
- Prima televisiva: 5 ottobre 1955

### Trama
- Guest star: Herb Shriner (Clem Waters), Barbara Hale (June Waters), Bobby Clark (Sonny Waters), Paul Harvey (Gov. John H. Dirks), Rita Lynn (Mrs. Lamkin), Arthur Q. Bryan (Mr. Hurley), Hayden Rorke (avvocato), Claud Allister (Cyril - the Butler), William Forrest (Mr. Green), Oliver Cliff (Decorator), Bill Baldwin (giornalista), Charles Evans (governatore Arizona), James Flavin (Gov. Dirks' Aide), Creighton Hale (moglie di Courtroom Spectator), John Hamilton (Mr. Campo), Ruth Lee (governatore Arizona), Jack McCoy, Mathew McCue (giurato), Matt Moore (giudice), Joe Ploski (giurato)

## Day Is Done
- Prima televisiva: 12 ottobre 1955

### Trama
- Guest star: Rory Calhoun (Master Sgt. Norris), Bobby Driscoll (soldato Zane), Richard Crane (soldato Archer), Douglas Dick (caporale Carlson), Michael Emmet (capitano Harris), James Goodwin (soldato Jones), Robert Arthur (1st Soldier), Wright King (2nd Soldier), Ron Gans (3rd Soldier), Bill White Jr. (4th Soldier)

## A Midsummer Daydream
- Prima televisiva: 19 ottobre 1955

### Trama
- Guest star: Kim Hunter (Elizabeth), Don Hanmer (Patrick), Keenan Wynn (Gambler), Bea Benaderet (donna), Don Wilson (uomo), Eilene Janssen (ragazza), Michael Monroe (ragazzo), David Hoffman (Mr. Glooteneye), Roy Glenn (Bootblack), William Saroyan (se stesso)

## Arroyo
- Prima televisiva: 26 ottobre 1955

### Trama
- Guest star: Jack Carson (Lamar Kendall), Lynn Bari (Hattie Mae Warren), Lola Albright (Nancy Wheeler), Neville Brand (Bart Craddick), Lloyd Corrigan (Hank), William Schallert (avvocato), John Baer (Dude), Bob Steele (vice sceriffo Dodd), Bill Erwin (1st Gambler), Frank J. Scannell (2nd Gambler)

## Want Ad Wedding
- Prima televisiva: 2 novembre 1955

### Trama
- Guest star: Jimmy Lydon (tenente Fred Green), Sally Forrest (Polly Parker), Leon Ames (colonnello T. Jennings Parker / Pop), Richard Webb (Hank Douglas), Fred Clark (Chet Buchanan), Jacqueline deWit (Mercedes Fairfax), Jan Shepard (caporale Stella Baker), Vicki Raaf (Doretta), Pitt Herbert (Charlie), Fay Roope (reverendo Walker), Stanley Blystone (Security Guard), Bess Flowers (Department Store Clerk / Wedding Guest), Cosmo Sardo (Wedding Guest), Elizabeth Slifer (Wedding Guest), Connie Van (Office Secretary)

## Life of Vernon Hathaway
- Prima televisiva: 9 novembre 1955

### Trama
- Guest star: Alan Young (Ernest Stockhoeffer aka Vernon Hathaway), Cloris Leachman (Irma), Jay Novello (Lucius Morley), Douglass Dumbrille (Red Beecham), Raymond Bailey (Howard Barnes), Florenz Ames (J.B. Vandemeer), Susan Morrow (Gloria Smith), Herb Vigran (Stranger with $1000), Roy Glenn (Train Porter), Norman Z. McLeod (se stesso), Tristram Coffin (generale Cummings), Richard Deacon (impiegato dell'hotel), Roy Engel (conducente del treno), Bill Erwin (Third Conductor), Jester Hairston (Train Cook), Carl Sklover (passeggero del treno)

## The Final Tribute
- Prima televisiva: 16 novembre 1955

### Trama
- Guest star: Laraine Day (Joyce Carter), Dan O'Herlihy (madre di Dr. Donald Kent), Thomas Mitchell (dottor Joseph H. Walton), Jonathan Hale (sindaco), Eddie Marr (Alex), Linda Lowell (Margie), Joyce McCluskey (Margie), Emlen Davies (Mrs. Cole), Marjorie Stapp (Mrs. Raglund), Ken Osmond (Henry Raglund), Ralph Brooks (Banquet Guest), Charles Ferguson (Banquet Guest), Bess Flowers (Well Wisher Banquet Guest), Mike Lally (Mr. Magill - Banquet Guest), Gil Perkins (camionista)

## The Brush Roper
- Prima televisiva: 23 novembre 1955

### Trama
- Guest star: Walter Brennan (nonno), Lee Aaker (Cowhide), Edgar Buchanan (Sub Doyal), Olive Carey (nonna), Chuck Connors (Art Shirley)

## Tom and Jerry
- Prima televisiva: 30 novembre 1955

### Trama
- Guest star: Peter Lawford (Tom Macy), Nancy Gates (Jerry Macy), Frank Fay (padre O'Dowd), Marie Windsor (Lola), Charles Lane (Joseph P. Garrity), Charles Herbert (Tommy Macy), Arthur Q. Bryan (giudice), Minerva Urecal (Mrs. Garrity), Tom Bernard (Bellhop, scene cancellate), Vernon Rich (Impiegato di corte), Jack Chefe (cameriere), Ben Oakland (se stesso), Jack Perry (spettatore della corte)

## Rookie of the Year
- Prima televisiva: 7 dicembre 1955

### Trama
- Guest star: John Wayne (Mike Cronin), Vera Miles (Ruth Dahlberg), Ward Bond (Buck Goodhue, alias Buck Garrison), James Gleason (Ed Shafer), Patrick Wayne (Lyn Goodhue), Willis Bouchey (Mr. Cully), Harry Tyler (Mr. White), William Forrest (Mr. Walker), Robert Lyden (Willie), Tiger Fafara (Bobby), Charles Ferguson (Phil)

## Lincoln's Doctor's Dog
- Prima televisiva: 14 dicembre 1955

### Trama
- Guest star: Robert Ryan (amico/a di President Abraham Lincoln), Charles Bickford (dottor Robert K. Stone), Richard Long (capitano Leypoldt), Willis Bouchey (Edwin Stanton), John Craven (reporter), Paul Keast (Salmon Chase), Dennis King Jr. (Petitioner), Johnny Lee (Simon), Howard Wendell (William Seward), Mack Williams (Montgomery Blair), Arthur Q. Bryan (Cabinet Member), Arthur Tovey (Cabinet Member)

## The Silent Partner
- Prima televisiva: 21 dicembre 1955

### Trama
- Guest star: Buster Keaton (Kelsey Dutton), Zasu Pitts (Selma), Joe E. Brown (Arthur Vail), Evelyn Ankers (Miss Loving), Jack Kruschen (Ernie), Jack Elam (Shanks), Percy Helton (Barney - Bartender), Joseph Corey (Arnold), Lyle Latell (Ernie), Charles Horvath (Barber), Heinie Conklin (Saloon Waiter in Film Comedy), Charles Ferguson (Academy Awards Attendee / Film Shoot Onlooker), Bob Hope (sé stesso), Hank Mann (Cameraman), Spec O'Donnell (Film Shoot Onlooker), 'Snub' Pollard (Special Effects Man), Jeffrey Sayre (Academy Awards Attendee / Film Shoot Onlooker)

## The Titanic Incident
- Prima televisiva: 28 dicembre 1955

### Trama
- Guest star: Leo Genn (Paul Bernard), Barbara Morrison (Mrs. Van Owen), Phillip Reed (Sir Hubert Cornwall), May Wynn (Susan Bernard), Patrick Whyte (Mr. Fothergill), Ramsay Hill (Mr. Ogden), Michael Hadlow (Cabin Steward), George Leigh (Dining Steward), Michael McHale (Deck Officer), Paul Bradley (Dancing Passenger), Kenner G. Kemp (Dancing Passenger), Cosmo Sardo (Dancing Passenger)

## Hot Cargo
- Prima televisiva: 4 gennaio 1956

### Trama
- Guest star: Yvonne De Carlo (Pearl), Rory Calhoun (Joe Mahoney), Alan Reed (capitano Otto Krauss aka Swenson), Peter Brocco (detective Mike), June Vincent (Society Doll), George Lloyd (1st Crewman), Joe Haworth (2nd Crewman), Joel Smith (3rd Crewman), Frank Richards (4th Crewman), Spencer Chan (Coolie), Charles Ferguson (Boat Pilot), Sol Gorss (Brawling Sailor), Gil Perkins (barista), Sailor Vincent (Brawling Sailor)

## It's Always Sunday
- Prima televisiva: 11 gennaio 1956

### Trama
- Guest star: Dennis O'Keefe (reverendo Charles Parker), Fay Wray (Mary Parker), Sheldon Leonard (George), Grant Withers (William Brackett Sr.), Chick Chandler (Eddie), Eilene Janssen (Nancy Parker), Robert Easton (Stanley Moran), Terry Rangno (Danny Parker), Diane Jergens (Sue Stradler), Jimmy Hayes (Bill Brackett)

## No. 5 Checked Out
- Prima televisiva: 18 gennaio 1956

### Trama
- Guest star: Teresa Wright (Mary), Peter Lorre (Willy), William Talman (Barney), Ralph Moody (Jarvis), Ida Lupino (se stessa)

## Prima Donna
- Prima televisiva: 1º febbraio 1956

### Trama
- Guest star: Jeanette MacDonald (Martha Blessing), Laraine Day (se stessa - Laraine Day Durocher), Leo Durocher (se stesso - Leo Durocher), Jerome Cowan (Lewis), Jacqueline deWit (Emmy), Jane Darwell (Lena), Alfred Caiazza (Johnny Durocher), Jack Lomas (Ted - Accompanist)

## Cry Justice
- Prima televisiva: 15 febbraio 1956

### Trama
- Guest star: Macdonald Carey (Gil Foster), James Dunn (sceriffo Allan Garrett), Dick Haymes (Jim Wheeler), June Vincent (June Foster), Roy Roberts (giudice), Trevor Bardette (Deputy Emmett), Paul Bryar (barista Clem), Nacho Galindo (messicano), Stanley Blystone (cittadino), Herman Hack (cittadino), Philo McCullough (giocatore di carte), Tex Palmer (cittadino), Brick Sullivan (guardia carceraria)

## Affair in Sumatra
- Prima televisiva: 22 febbraio 1956

### Trama
- Guest star: Ralph Bellamy (dottor Martin Kelog), Rita Gam (Lotti), Basil Rathbone (Paul Charters), Greta Granstedt (Tinka), Salvador Baguez (Molu), Napua Wood (1st Mother), Julia Montoya (2nd Mother), Inez Palange (3rd Mother), Orlando Rodríguez (Native Boy)

## One Against Many
- Prima televisiva: 7 marzo 1956

### Trama
- Guest star: Lew Ayres (dottor John Mohler), Wallace Ford (Ed Rawlings), Chick Chandler (dottor Archie McCawlly / narratore), Emlen Davies (Mrs. Rawlings), Ray Teal (Farmer Clark), Walter Baldwin (Farmer Everett), Kathryn Card (Mrs. Mohler), Robert Shayne (Dave O'Bryan), Damian O'Flynn (Farmer Novak), Wilfred Knapp (Congressman), Stanley Andrews (Farmer McMahon), Stanley Blystone (rancher), George DeNormand (senatore at Chairman's Right), Raymond Greenleaf (Senate Committee Chairman), Harry Harvey (Second Senator), Paul Kruger (rancher), Rudy Lee (Jimmy - Rawlings' Son), Howard McNear (Bill - Disease Specialist), Charles Perry (rancher at Meeting), Hugh Sanders (O'Bryan's Associate), Fred Sherman (George - Disease Specialist), Carl Sklover (rancher), Sailor Vincent (rancher), Howard Wendell (First Senator), Dan White (Fourth Farmer)

## It's a Most Unusual Day
- Prima televisiva: 14 marzo 1956

### Trama
- Guest star: Fred MacMurray (Peter Terrance), Marilyn Erskine (Margie Terrance), Jimmy McHugh (se stesso), Veda Ann Borg (Jo Hadley), Carolyn Craig (Janet Owen), Darla Hood (Vocalist), Diane Jergens (Vocalist), Ray Kellogg (Truck driver in diner), Harry Lauter (camionista), Jana Lund (Vocalist), Jerry Mathers (Peter at 5), Duncan Richardson (Peter at 13), Frank Sully (Husky Driver), William Traylor (Peter at 22), George DeNormand (Man in Night Club), Bess Flowers (Woman in Night Club), Cosmo Sardo (Maitre D')

## The Sword of Villon
- Prima televisiva: 4 aprile 1956

### Trama
- Guest star: Errol Flynn (Francois Villon), Hillary Brooke (contessa), Pamela Duncan (Velvet), Murvyn Vye (Bagot), Lois Collier (Lady Elaine), Mark Dana (Count), Richard Avonde (1st. Bully), Sol Gorss (2nd. Bully), Nesdon Booth (Tavernkeeper), Harold Miller (Harold)

## Markheim
- Prima televisiva: 11 aprile 1956

### Trama
- Guest star: Ray Milland (Markheim), Rod Steiger (Visitor), Jay Novello (negoziante), Marilee Phelps (Maidservant), John Ford (se stesso), John Wayne (se stesso), Fred Zinnemann (se stesso), Rex Evans

## Claire
- Prima televisiva: 25 aprile 1956

### Trama
- Guest star: George Montgomery (dottor Stanley Wayne), Angela Lansbury (Vera Wayne), Jean Willes (Roberta Lawrence), Amanda Randolph (Kate), Bill Erwin (Carl)

## A Ticket for Thaddeus
- Prima televisiva: 9 maggio 1956

### Trama
- Guest star: Raymond Bailey (giudice), Clem Bevans (Jessup), Russ Conway (1st Officer), Alan Hale Jr. (Bowen), Edmond O'Brien (Thaddeus Kubaczik), Narda Onyx (Kathi Kubaczik), Frances Robinson (Mrs. Preston), Hayden Rorke (Collier), Howard Negley (George Stang)

## The Dream
- Prima televisiva: 16 maggio 1956

### Trama
- Guest star: George Sanders (Baron), Sal Mineo (Charles Monet), Patricia Morison (Vivienne Monet), John Banner (prefetto of Police), Lita Milan (Amelia), André Villon (cameriere), Norbert Schiller (vecchio), Felix Nelson (Negro)

## What Day Is It?
- Prima televisiva: 6 giugno 1956

### Trama
- Guest star: Marge Champion (Claire Gregory), Gower Champion (Conroy Gregory), Bob Dixon (Messenger), Jack 'Pinky' Jackson (Trainer)

## Every Man Has Two Wives
- Prima televisiva: 3 giugno 1956

### Trama
- Guest star: Barry Nelson (Bill), Janet Blair (Della), Buddy Ebsen (Fred), Mary Sinclair (Fay), Dave Willock (inserviente al bancone), Margaret Bert (Powdermaid)

## Partners
- Prima televisiva: 4 luglio 1956

### Trama
- Guest star: Casey Tibbs (Casey Tibbs), Brandon De Wilde (Terry Johnson), Robert J. Wilke (Zecca), Clem Bevans (Stryker), Don Beddoe (Superintendent P.S. McDonald), Hal Baylor (Registration Official), Paul Birch (Doc), James Bell (Joe), Al Haskell (Rodeo Spectator), Ethan Laidlaw (Rodeo Spectator), Jack Tornek (Rodeo Spectator)

## White Corridors
- Prima televisiva: 11 luglio 1956

### Trama
- Guest star: Linda Darnell (Ellen), John Bentley (dottor Gorwin), Scott Forbes (dottor Bruno), Virginia Field (infermiera Delcotte), Patricia Hitchcock (infermiera Winrod), Patrick Aherne (poliziotto), Gavin Muir (Plainclothesman)

## The Carroll Formula
- Prima televisiva: 18 luglio 1956

### Trama
- Guest star: Michael Wilding (David Scott), Havis Davenport (Sylvia Richardson), Dayton Lummis (dottor Oscar W. Hoffman), Steven Geray (dottor Lehndorff), Howard McNear (dottor Curtis), Peter Whitney (assistente/ addetto), Donald MacBride (colonnello Hobson), Roy Roberts (generale Lafferty), Don 'Red' Barry (soldato), Tay Garnett (se stesso)

## Apples on the Lilac Tree
- Prima televisiva: 25 luglio 1956

### Trama
- Guest star: Macdonald Carey (William Tyler), Joan Caulfield (Maggie Tyler), Edgar Stehli (Prof. Weston), Eleanor Audley (Judith Brenner), John Archer (dottor Wallace), Joseph Kearns (Charley), William Schallert (Phil)

## The Bitter Waters
- Prima televisiva: 1º agosto 1956

### Trama
- Guest star: George Sanders (Charles Ferris), Constance Cummings (Louisa Pallant), Robert Vaughn (Archibald Parker), Cynthia Baxter (Linda Pallant), Celia Lovsky (Frau Traurnicht), Barbara Morrison (Mrs. Gimingham), Jered Barclay (Herbert), Albert Carrier (Roulette Croupier), George DeNormand (croupier), Bess Flowers (Roulette Player), Sam Harris (Gambler with Cane), Kenner G. Kemp (Gambler)

## The Day I Met Caruso
- Prima televisiva: 5 settembre 1956

### Trama
- Guest star: Walter Coy (padre), Sandy Descher (Elizabeth), Barbara Eiler (madre), Emily Lawrence (Cousin Hannah), Lotfi Mansouri (Enrico Caruso), Tito Vuolo (Valet), Bill Walker (Porter), Cosmo Sardo (Train Station Well Wisher)

## High Air
- Prima televisiva: 12 settembre 1956

### Trama
- Guest star: William Bendix (Joe Redman), Dennis Hopper (Steve Redman), John Alderson (Swede), Leo Gordon (Tom Martin), Hal Baylor (Man with Bends), William Doty (Sandhogger #1), Don Kennedy (Foreman / Sandhogger #2), Holly Bane (Sandhogger #3), John Mitchum (Sandhogger #4), Duane Grey (Sandhogger #5), Jack Perry (Sandhogger)